# 라이브도어
주식회사 라이브도어(livedoor Co.,Ltd.)는 일본의 인터넷 및 미디어에 관한 사업하고 있는 회사이다. 본사는, 도쿄도 신쥬쿠 구 니시신 슈쿠에 있다. 현재 대표이사 사장은 이데자와 다케시. 주가 폭락 끝에 2006년 4월 도쿄증권거래소에서 상장폐지되는 굴욕을 겪었고 2010년엔 한국 NHN에 인수됐다.

## 같이 보기
- 분식회계